# Camera de Comerț și Industrie Franța-Moldova
Camera de Comerț și Industrie Franța-Moldova (CCIFM), anterior Club France, este o instituție creată de către șefii întreprinderilor franceze prezente în Republica Moldova.
CCIFM este o asociație patronală non-guvernamentală găzduită de Alianța Franceză din Moldova. CCIFM este unul din cei 111 membri ai rețelei  Uniunii Camerelor de Comerț și Industrie Franceze în Străinătate (UCCIFE).

## Misiuni
Obiectivele Asociației sunt promovarea și sprijinirea comunității de afaceri franceze și francofone din Republica Moldova, consolidarea legăturilor cu întreprinderile moldovenești ce întrețin relații economice și comerciale cu Franța.
CCIFM are drept vocație participarea la dezvoltarea investițiilor și schimburilor economice și comerciale dintre Franța și Republica Moldova.

## Servicii pentru intreprinderi
Camera de Comerț și Industrie Franța-Moldova are drept vocație să asiste întreprinderile în procesul implantării sau dezvoltării schimburilor și relațiilor comerciale cu Republica Moldova sau Franța.
CCIFM propune o gamă largă de servicii: informații despre Republica Moldova și Franța, de suport logistic, prospectare a pieții, promovare și comunicare adaptată multiplelor necesități ale întreprinderilor.
De asemenea, aceasta propune un program de formare profesională în parteneriat cu Școala Superioară de Comerț din Toulouse - Toulouse Business School.

## CCIFM, membră a rețelei UCCIFE
CCIFM este parte integrantă a rețelei mondiale de experți-Uniunea Camerelor Franceze de Comerț și Industrie în Străinătate (UCCIFE), compusa din 111 Camere Franceze de Comerț și Industrie în Străinătate (CCIFE) prezente în 81 de țări, reunind peste 30 000 de întreprinderi.